# 元気満タン秋田だwin
元気満タン秋田だwin（げんきまんたんあきただういん）は、秋田放送ラジオの、月曜 - 金曜日の12:20 - 15:25（元気満タン時代は12:20 - 16:00）に生放送されていた昼ワイド番組であった。月曜・水曜・金曜日には、中継車ラジPALによる街頭中継も行われていた。2005年3月28日放送分からは曜日毎にサブタイトルがつくようになった（月：リクエストマンディ、火：かいけつ火曜日、水：1万円ゲット水曜日クイズ、木：ニャンともワンダー木曜日、金：おいしい金曜日）2006年3月31日に終了し、ごごはWIN'Sに番組名だけが変わった。

## 出演者
パーソナリティーは、月～火曜日は伊藤綾子⇒高橋美樹アナウンサー、水～金曜日は松井梨絵子アナウンサーである。
ラジPAL（中継車）は、宇奈月満⇒ブラボー中谷（月曜日）、物袋綾子⇒加藤隆弘（火曜日）、工藤東子（水曜日）、井関裕貴（木曜日）、まるさん（金曜日）、がそれぞれ担当する。

## 歴代パーソナリティー
以下全て、秋田放送アナウンサー（当時）
- 高橋美樹
- 遠藤里沙
- 鍋倉美保
- 松浦大悟
- 松本龍
- 上野泰夫
- 小林美紀

## 主なコーナー
- 道路交通情報(JATIC秋田センターより)13：00、14：30ころ
- お酒よもやま話（提供：白水酒造）
- 1万円ゲットクイズ（水曜日）
- ゆーとぴあへようこそ（金曜日）
- COWCOWウェザーリポート
- ちゅら花ラジオショッピング（火曜日）

## その他
岐阜放送ラジオ (GBS) の「金ちゃん・早苗の元気満タン!」と、同じ名前つながりで一度だけ同時生放送したことがある。しかしGBS側の事情で「金ちゃん…」の方が先に終了してしまった。